# Харьковский национальный университет имени В. Н. Каразина
Харьковский национальный университет имени В. Н. Каразина (укр. Харківський національний університет імені В. Н. Каразіна) — один из старейших университетов Восточной Европы, официально открыт 17 (29) января 1805 года.
Пятый университет Российской империи после Академического (Санкт-Петербургского) (1724), Московского (1755), Виленского (1803), Дерптского (Юрьевского) (1803). Утвердительная грамота и Устав Императорского Харьковского университета подписаны одновременно с грамотой Казанского университета 5 (17) ноября 1804 года.
Второй по возрасту на территории современной Украины после Львовского, который в формате классического университета существует с 1784 года как Юзефинский университет.

## История университета
Устав Харьковского университета был выработан и утверждён в 1804 году; 17 (29) января 1805 года состоялось официальное открытие университета. Главная заслуга в основании Харьковского университета принадлежит В. Н. Каразину. Он убедил местных жителей делать пожертвования, что и создало материальную базу университета, которому были переданы казённые дома губернатора и вице-губернатора.
Первым попечителем Харьковского учебного округа графом Северином Потоцким был подобран профессорский состав для Харьковского университета. Развитию Харьковского университета содействовали харьковский епископ Христофор (Сулима) и губернатор Иван Иванович Бахтин.
Структура университета изначально включала четыре отделения: физических и математических наук, словесных наук, нравственных и политических наук, врачебных и медицинских наук и 25 кафедр. Отделение врачебных и медицинских наук из-за отсутствия желающих на нём учиться было открыто только в 1811 году.
В 1805 году в университет поступило всего 57 человек: казённых — около 40, почти все воспитанники Харьковского коллегиума и Белгородской духовной семинарии. Студенты первого курса должны были выслушать курс общих наук, а затем могли выбирать специализацию.
В 1807 году был создан зоологический кабинет, ныне Музей природы университета. Первым хранителем кабинета был профессор ботаники Ф. А. Делавинь.
В 1823 году было начато строительство, а в 1831 году освящена Университетская церковь.
В 1835 году в университете было уже 263 студента, в основном выпускники Харьковской гимназии. В течение первых ста лет большую часть выпускников составляли юристы и врачи.
В период 1920—1921 годов университет назывался Академия теоретических знаний, а в 1921 году был реорганизован в Харьковский институт народного образования (ХИНО), существовавший до 1933 года.
Основной задачей ХИНО являлась подготовка учителей для средней школы. Эта задача не требовала от преподавателей глубокой подготовки и интенсивной научной работы. Чтобы избежать научной деградации преподавателей высшей школы, на Украине формируется сеть научно-исследовательских кафедр, которые возникли при высших учебных заведениях, где они могли получить хотя бы элементарную базу, но были отделены от учебного процесса и становились самостоятельными учреждениями. Таким образом, в Харькове осенью 1921 года было учреждено 38 научно-исследовательских кафедр.
В 1921 году на базе факультета медицины Харьковского университета учреждён Харьковский медицинский институт.
В 1929 году на базе научно-исследовательских математических кафедр был учреждён Украинский институт математических наук, который через некоторое время получил название Украинского научно-исследовательского института математики и механики, а с 1934 года к этому названию были прибавлены слова «при Харьковском государственном университете».
В 1930—1933 годах после ряда трансформаций из ХИНО выделились два института (педагогический институт профессионального образования и физико-химико-математический институт), объединённые в 1933 году в Харьковский государственный университет.
В 1936 году университету присвоено имя умершего в тот год Максима Горького.
В 1957—1962 годах университет переехал из старого здания на Университетской улице (бывшего Губернаторского дворца), передав его УЗПИ, в новое, восстановленное после войны здание на площади Дзержинского (бывший Домпроектострой, построенный по проекту Сергея Серафимова и Марии Зандберг в 1930—1932 годах как Дом правительства УССР). До войны это было самое высокое (кроме церквей) здание города.
С 1965 по 1992 год университет издавал Украинский геометрический сборник.
В 2005 году университету было передано находящееся напротив симметричное здание ликвидированной к тому времени Академии имени Говорова (ВИРТА).
В 2022 году университет значительно пострадал при вторжении России на Украину; 2 марта было повреждено здание экономического факультета, 5 марта был частично разрушен университетский спорткомплекс, 11 марта — корпус физико-технического факультета, 18 марта — здание Института государственного управления.

## Преподаватели и выпускники
См. также: Преподаватели Харьковского университета, Выпускники Харьковского университета
С университетом связана деятельность и учёба двух Нобелевских лауреатов:
- И. И. Мечников (медицина, 1908)
- Л. Д. Ландау (физика, 1962)
- Саймон Кузнец (экономика, 1971[10][11][12][13][14][15]; возможно, ошибочно; документально доказано[16][17][18][19][20] лишь обучение в Харьковском коммерческом институте[21])

## Структура университета
Университет включает в себя следующие факультеты:
- Биологический (декан — Жмурко Василий Васильевич)
- Геологии, географии, рекреации и туризма (декан — Вилина Анатольевна Пересадько)
- Иностранных языков (декан — Валентина Григорьевна Пасынок)
- Исторический (декан — Сергей Дмитриевич Литовченко)
- Медицинский (декан — Белозёров Игорь Викторович)
- Международных экономических отношений и туристического бизнеса (декан — Резников Валерий Владимирович)
- Математики и информатики (декан — Григорий Николаевич Жолткевич)
- Психологии (декан — Надежда Петровна Крейдун)
- Радиофизики, биомедицинской электроники и компьютерных систем(декан — Сергей Николаевич Шульга)
- Социологический (декан — Елена Сергеевна Мурадян)
- Физический (декан — Вовк Руслан Владимирович)
- Философский (декан — Иван Васильевич Карпенко)
- Филологический (декан — Юрий Николаевич Безхутрый)
- Химический (декан — Олег Николаевич Калугин)
- Экологический (декан — Анна Валерьевна Титенко)
- Экономический (декан — Александр Иванович Давыдов)
- Юридический (и. о. декана — Виталий Александрович Серёгин)
- Каразинская школа бизнеса (директор — Александров Владимир Викторович)
- Физико-технический факультет (декан — Игорь Александрович Гирка)
- Факультет компьютерных наук(декан — Валентин Тимофеевич Лазурик)
- Физико-энергетический факультет Архивная копия от 1 сентября 2020 на Wayback Machine (декан — Константин Эдуардович Немченко)

Учебно-научный институт международного образования (директор — Алексей Алексеевич Навроцкий)
Учебно-научный институт "Украинская инженерно-педагогическая академия" Харьковского национального университета им. В.Н. Каразина
Научно-исследовательские учреждения:
- Биологическая станция
- Ботанический сад
- Музей истории Харьковского университета
- Музей природы
- Музей археологии и этнографии Слободской Украины
- Научно-исследовательский институт астрономии
- Научно-исследовательский институт биологии
- Научно-исследовательский институт химии
- Центральная научная библиотека ХНУ — одна из крупнейших на территории Украины.

Первым председателем Наблюдательного совета Харьковского национального университета имени В. Н. Каразина был Пётр Тимофеевич Тронько (1915—2011), академик НАНУ, Герой Украины. В 2011—2014 годах обязанности председателя Наблюдательного совета исполнял выпускник университета, академик НАНУ Леонид Николаевич Литвиненко. С 2014 года председателем Наблюдательного совета Харьковского национального университета имени В. Н. Каразина является его выпускник, академик и вице-президент (с 7 октября 2020 — президент) НАНУ Анатолий Глебович Загородний.

## Корпуса
- Главный корпус. Здание построено в 1929 году архитекторами С. Серафимовым и М. Зандберг-Серафимовой для проектных и строительных организаций (Домпроектострой). Авторы, один из которых создатель Госпрома, спроектировали здание в том же стиле конструктивизм — ступенчатая структура, нарастающая от краёв к центру, подводила к 14-этажной башне в виде мощной пластины.

В 1950-х годах здание капитально реконструировали: достроили крылья, переходы между ними и башней, новый актовый зал, облицевали фасады керамической плиткой. Сначала здание планировали украсить модным тогда шпилем. Но после смерти Сталина шпиль так и не построили. После реконструкции здание было передано Харьковскому университету в день его 150-летия (1955 год). Уже в 1990-х годах к зданию был пристроен большой портик. Возле центрального входа в главный корпус университета был установлен памятник его основателю В. Н. Каразину (1768—1843 гг.). Он изображён в момент выступления перед жителями Харькова с речью о необходимости создания университета. Осенью 2016-го года напротив памятника Каразину были установлены 3 постамента Нобелевским лауреатам, деятельность которых связана с Университетом: Илье Мечникову, Льву Ландау, Семену Кузнецу.
- Северный корпус. Строительство здания было начато в 1930 году, здесь планировалось разместить разные кооперативные организации. В ходе работ, которые длились до 1954 года, назначение здания несколько раз менялось, в связи с чем вносились изменения в проект, автором которого был академик А. И. Дмитриев. Здание передали военно-хозяйственной академии, потом в нём расположилась Инженерная радиотехническая академия имени Л. Говорова, а в 2005 году здание передали Харьковскому университету.

В 2010 году около центрального входа в Северный корпус университета были установлены памятники выдающимся учёным — историку Д. И. Багалею и математику А. М. Ляпунову.
- Физико-технический факультет. Это отдельный кампус в Пятихатках, состоящий из здания факультета и общежития, построенный для того, чтобы факультет был ближе к ХФТИ. Строительство кампуса начато в 1963 году, переезд факультета произошёл в 1969 году[22].
- Центральная научная библиотека. Центральная научная библиотека основана в 1804 году по инициативе Василия Каразина. В общем фонде библиотеки насчитывается около 3 350 000 экземпляров, среди которых: свыше 1 700 000 экземпляров научной литературы, 1 100 000 экземпляров учебной литературы. Уникальный фонд редких изданий и рукописей насчитывает около 60 000 экземпляров, в том числе коллекции инкунабул (издания до 1500 года), палеотипов (1501—1550 гг.), важные коллекции украинских и иностранных печатных изданий (XVI—XVIII вв.), прижизненные издания выдающихся деятелей науки и классиков литературы. В фонде библиотеки свыше 1000 рукописей, среди которых также важные для истории документы, как Летопись Грабянки (начало XIX века); письма И. Франко (1884—1886), коллекции греческих, польских рукописей, издания из спецхрана, белые и красные газеты и др. Более 30 лет ЦНБ возглавлял известный учёный-библиотековед К. И. Рубинский.
- Экономический факультет находится по Мироносицкой улице, 1
- Спорткомплекс и стадион университета расположены в Саржином яру ниже гостиницы «Мир».
- Студенческий городок. В студенческом городке расположены 8 общежитий.

## Исторические факты
- Харьковский Императорский университет — старейший классический университет в тогдашней Малороссии и в нынешних границах Украины после Львовского университета.
- За время существования университета его выпускниками стали более ста тысяч человек[23].
- В первые годы существования университет имел весьма мало студентов: первый набор — 33 казённокоштных и 23 своекоштных. Дело в том, что без знания латыни в университете в начале XIX века делать было нечего — все иностранные преподаватели читали на латыни, а выпускники народных училищ латынь не изучали[3].
- Первый выпуск университета прошёл в 1808 году. Из 57 поступивших окончили курс наук всего 26 человек[3].
- Как и во всех университетах России, женщинам в Харьковском учиться запрещалось, о чём говорил параграф 17 правил для студентов: «Лица женского пола к слушанию университетских лекций не допускаются». Также с 1830-х годов, с принятием правил для студентов, им запрещалось: жениться, носить усы, курить, ходить в театр и трактир, носить любую одежду, кроме форменной, «вступать в тайные связи и общества»[3].
- До принятия этих правил студенты, по описанию К. Щелкова, выглядели так: «В тогдашнее время как профессора, так равно и студенты, надевали мундиры только в большие праздники. На лекции же являлись в чём попало. Жёлтые фраки, синие брюки, голубые сюртуки и чудовищные жилеты, фуражки необыкновенных размеров и цветов, палки в руках, трубки в карманах — обыкновенный костюм и принадлежность студентов того времени»[24].
- На базе университета в XIX веке было открыто три института: в 1811 — педагогический, в 1839 — ветеринарный, в 1840-х — медицинский.
- Предприниматель и благотворитель И. Г. Харитоненко в конце XIX века пожертвовал 100 000 рублей на устройство общежития для студентов Харьковского университета и капитал, на доходы от которого выдавалось 20 стипендий по 300 рублей в год каждая.
- Интересным зданием — настоящим украшением города — обещало стать бекетовское новое здание университета, которому к концу 1930-х стало тесно в стенах бывшего Губернаторского дворца. Бекетов получил право на возведение нового здания ХГУ. Но этот проект не был осуществлён из-за войны[25].

- Новое здание университета, б. Домпроектострой, восстановленное и реконструированное после войны в 1953—1962 годах, по своим размерам второе по величине в СССР после Московского на Ленинских горах.
- Новое здание университета во многом повторяло уже построенное (в 1953 году) к тому времени здание МГУ на Ленинских горах. Была схожая композиция плана: центральная часть со шпилем (отменён в последний момент); крылья-общежития с 2-комнатными блоками и холлами для студентов — переделаны в аудитории в последний момент; башенные часы и барометр под карнизом; актовый зал и фойе в центре 2-го этажа, административные помещения в центральной высотной части; два замкнутых двора с воротами. При строительстве применена та же отделочная плитка, что и на московских высотках (вся она производилась в Харькове на плиточном заводе).
- Нынешнее здание университета (Домпроектострой) до войны было самым высоким в Харькове (кроме колоколен церквей).
- Проектный шпиль в стиле сталинских высоток на новом здании ХГУ при его восстановлении так и не был построен из-за развернувшейся хрущёвской борьбы с «архитектурными излишествами». Панно с изображением его планировавшегося облика можно видеть в кафе в здании Южного вокзала.
- Памятник основателю университета В. Н. Каразину устанавливался в разных местах пять раз. Открыт в 1905 на Сумской на границе Университетского сада. В феврале 1934, в связи со строительством на том же месте памятника Шевченко, его перенесли на Университетскую улицу, напротив тогдашнего здания Харьковского университета (перед входом в бывш. Университетскую церковь). В 1937 году памятник демонтировали. В 1958 установили слева от нынешнего здания университета в саду Шевченко. В 2004 перенесли к центральному входу в университет.
- В советское время в 1920-х годах от надписи на памятнике Каразину было отбито слово «Императорскаго». В 2004 году восстановлено.
- В 1947—1958 годах военную кафедру университета возглавлял известный советский военачальник, участник Гражданской и Великой Отечественной войн, генерал-майор М. Д. Борисов.
- Самым «долгоиграющим» студентом университета был «своекоштный» (то есть учившийся не за казённый кошт) Сила Абрамыч Цыцурин, усваивавший знания в начале XIX века почти 15 лет, но так университет и не закончивший[3].
- Выпускники Харьковского университета были авторами базовых учебников для средних общеобразовательных школ СССР по геометрии (А. В. Погорелов) и по истории средних веков (Е. В. Агибалова и Г. М. Донской).

## В литературе
- «Мне предстоял путь через Курск и Харьков, но я своротил на прямую тифлисскую дорогу, не любопытствуя посетить Харьковский университет, который не стоит курской ресторации». А. С. Пушкин. «Путешествие в Арзрум» (1835).
- В. С. Печерин, «Оправдание моей жизни»: "Я все просился в университет. Отец однажды сказал мне: «Вот я тебе дам 500 рублей, поезжай в Харьков и купи себе диплом»
- В романе Ф. Достоевского «Преступление и наказание» (1866) санкт-петербургский адрес старухи-процентщицы Раскольникову даёт студент харьковского университета Покорев.
- Студентом Харьковского Императорского университета был Лариосик, кузен Турбиных из романа М. Булгакова «Белая гвардия» (1925).
- В романе Б. Акунина «Смерть Ахиллеса» (1999) киллер Ахимас Вельде представляется студентом того же университета.
- Студенты военной поры Харьковского университета описаны в романе Олеся Гончара «Людина і зброя» («Человек и оружие»).
- Профессор Харьковского университета В. Я. Данилевский стал прообразом литературного профессора Ф. Ф. Преображенского в повести М. А. Булгакова «Собачье сердце».

## Университет в искусстве
- Серебряные 5 гривен в честь 200-летия университета

## Награды и репутация
Во времена СССР Харьковский университет получил Орден Трудового Красного Знамени, Орден Октябрьской Революции и Орден Дружбы народов. Согласно оценкам качества учёбы университет занимал седьмое (Компас, в 2009 г.) и четвёртое место (Зеркало недели, в 2007 г.) на Украине. Согласно одному из рейтингов ведущих университетов мира (Webometrics, в 2009 г.), Харьковский университет занимал шестую позицию среди университетов Украины и 2570 место в мире. В отрасли менеджмента и экономики университет занял восьмое место, в правоведении — девятое, в инженерно-технических специальностях — десятое, в информационных технологиях — восьмое место на Украине согласно рейтингу «Компас» в 2009 году.
Харьковский университет занимает второе место среди украинских классических университетов и лидирует по двум критериям оценивания — «Международная активность» и «Качество контингента студентов» согласно данным Национальной рейтинговой системы оценивания деятельности высших учебных заведений Министерства образования и науки Украины за 2013 г.
Харьковский университет занимает второе место на Украине среди высших учебных заведений по количеству публикаций, цитирований и индексу Хирша в международной библиометрической научной базе SciVerse Scopus.
Согласно рейтингу Министерства образования и науки Украины — 2013 Харьковский национальный университет имени Василия Каразина занял 2-е место среди вузов Украины в категории «Классические университеты».
Согласно рейтингу QS World University Rankings, Харьковский национальный университет с 2014 года регулярно входит в 500 лучших университетов мира. По результатам рейтинга 2016—2017 гг. университет назван лучшим на Украине (382 позиция в мире). Также университет занял 3-е место по индикатору «international students» в рейтинге всех университетов Восточной Европы и Центральной Азии.